# Corydalus primitivus
Corydalus primitivus är en insektsart som beskrevs av Van der Weele 1909. Corydalus primitivus ingår i släktet Corydalus och familjen Corydalidae. Inga underarter finns listade i Catalogue of Life.